# Мухаммед-Алі Ала аль-Салтанех
Мухаммед-Алі Ала аль-Салтанех (перс. محمدعلی علاءالسلطنه; 1829 — 23 червня 1918) — перський державний і політичний діяч, двічі обіймав посаду прем'єр-міністра країни.

## Життєпис
Народився в Багдаді. Його батько займав високі чиновницькі пости в адміністраціях каджарських правителів. Первинну освіту здобував у каїрській медресе. До Каїра його батько разом з родиною був відряджений як дипломатичний представник.
У тридцятирічному віці Мухаммед-Алі отримав пост посла Персії в Індії. На тій посаді він перебував до 15 липня 1870 року. Після цього (12 вересня того ж року) став заступником губернатора Ґіляну. Ще пізніше упродовж чотирьох років працював у дипломатичних представництвах у Тифлісі. Від 3 грудня 1889 до 15 липня 1899 року був послом Персії у Великій Британії.
У першій половині 1913 й у другій половині 1917 років очолював перський уряд.